# Beat of Broken Hearts
Beat of Broken Hearts är en låt framförd av Klara Hammarström i Melodifestivalen 2021, skriven av Andreas Wijk, Fredrik Kempe, David Kreuger och Niklas Carson Mattsson..
Låten som deltog i den tredje deltävlingen, gick vidare till andra chansen, där hon sedan gick vidare till final. Väl i finalen slutade hon på sjätte plats.